# Artoon
 (octobre 2019).
Si vous disposez d'ouvrages ou d'articles de référence ou si vous connaissez des sites web de qualité traitant du thème abordé ici, merci de compléter l'article en donnant les références utiles à sa vérifiabilité et en les liant à la section « Notes et références ».
Artoon est une société de développement de jeux vidéo fondée en 1999 et appartenant au groupe AQ Interactive (comme Cavia Inc. et feelplus). 
La société a des liens privilégiés avec Microsoft et développe principalement pour ses plateformes : Xbox et Xbox 360. Elle a travaillé également avec Hudson Soft (Pinobee) et Nintendo (Yoshi's Island) sur d'autres plateformes. Le personnel principal d'Artoon inclut Yoji Ishii, Manabu Kusunoki, Hidetoshi Takeshita, Yutaka Sugano, et Naoto Ōshima qui sont pour la plupart issus des équipes de développement de Sega dont ceux ayant travaillé sur Sonic the Hedgehog (créé par Ōshima) et Panzer Dragoon.
Artoon est actuellement situé à Yokohama dans la préfecture de Kanagawa. Un studio secondaire se trouve à Naha dans la préfecture d'Okinawa.

## Jeux développés par Artoon

### Game Boy Advance
- Pinobee : Les Ailes de l'aventure (2001)
- Pinobee and Phoebee (2002)
- Ghost Trap (2002)
- The King of Fighters EX: Neo Blood (2003)
- Yoshi's Universal Gravitation (2004)

### Nintendo DS
- Yoshi's Island DS (2006)
- Away: Shuffle Dungeon (2008)
- The World of Golden Eggs: Nori Nori Rhythm-kei (2009)

### PlayStation
- Pinobee (2003)

### PlayStation 2
- Ghost Vibration (2002)
- Swords of Yi (annulé)
- Swords of Destiny (2005)

### PlayStation 3
- Vampire Rain: Altered Species (2008)

### PlayStation Portable
- Echoshift (2010)

### Xbox
- Blinx: The Time Sweeper (2002)
- Blinx 2: Masters of Time and Space (2004)

### Xbox 360
- Blue Dragon (2006)
- Vampire Rain (2007)

### Wii
- The World of Golden Eggs: Nori Nori Rhythm-kei (2008)
- Club Penguin: Game Day! (2010)
- FlingSmash (2010)